# Faruk Čaklovica

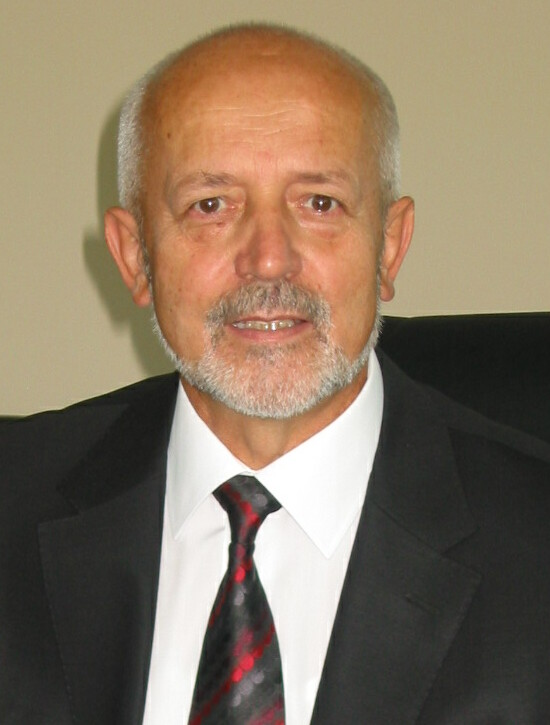
Faruk Čaklovica (2012)

Faruk Čaklovica (* 1953 in Zvornik, Jugoslawien, heute Bosnien und Herzegowina) ist Professor für Veterinärmedizin und war Rektor der Universität Sarajewo 2006–2012. Er ist u. a. Direktoriumsmitglied im Netzwerk der Balkan-Universitäten.

## Leben
Faruk Caklovica erhielt seine Ausbildung in Veterinärmedizin von der Universität Sarajewo mit Bachelordiplom 1977, seinen Master und Doktortitel erwarb er von an der gleichen Fakultät in Veterinärmedizin 1983 und 1987.
Seine Ausbildung ergänzte Dr. Caklovica durch Studienaufenthalte in den USA (1987), Dänemark (1989), Malaysia (1996), Ägypten (1999) und Deutschland (1999).
Von 2001 bis 2006 war er Dekan der Fakultät für Veterinärmedizin. Im Jahr 2006 wurde er zum Rektor an der Universität Sarajewo gewählt. Er verfasste 143 wissenschaftliche Veröffentlichungen in den Bereichen menschliche Ernährung, angewandte Mikrobiologie in der Nahrungsherstellung, bakterielle Krankheiten und Nahrungsmittel sowie Technologie und Hygiene in der Nahrungsproduktion.
Dr. Faruk Caklovica ist verheiratet und hat ein Kind.